# Tarandacuao
Tarandacuao là một đô thị thuộc bang Guanajuato, México. Năm 2005, dân số của đô thị này là 10252 người.